# Syzygium lakshnakarae
Syzygium lakshnakarae är en myrtenväxtart som beskrevs av Chantaran. och John Adrian Naicker Parnell. Syzygium lakshnakarae ingår i släktet Syzygium och familjen myrtenväxter. Inga underarter finns listade i Catalogue of Life.